# Swaya (Mbeya)
Swaya ist ein Verwaltungsbezirk (Ward) des Distrikts Mbeya in der gleichnamigen tansanischen Region Mbeya.

## Geografie
Swaya liegt im Südwesten von Tansania und grenzt im Norden an die Regionshauptstadt Mbeya. Der Bezirk hat eine Fläche von 59,63 Quadratkilometern und bei der Volkszählung 2022 lebten hier 15.289 Menschen in 4084 Haushalten.

## Gliederung
Der Bezirk besteht aus vier Gemeinden (Mtaa) mit 30 Orten (Kitongoji):
| Swaya - Ileya - Shilongo - Mwantanga - Ibowola - Ivwanga - Ilungu - Mpejele - Igawilo - Hapyo - Mwankobo | Nsenga - Iduda - Ibowola - Ilembo - Masyeto - Masoko - Igalama - Majembe - Ilangale - Itali - Honde | Lupeta - Ilinga - Mwanjanga - Ibanga - Lupeta - Nyina | Wimba - Isasa - Mwatamali - Mwankwale - Igala - Ibena |

## Wirtschaft und Infrastruktur
- Bildung: Die Swaya Secondary School ist eine 2006 eröffnete staatliche Tagesschule, die Jugendliche bis zur 4. Stufe ausbildet.[5]
- Gesundheit: Lupeta ist ein Gesundheitszentrum des Distrikts, das ambulante Erstbehandlung für Tuberkulose und Malaria anbietet.[6] Im Bezirk befinden sich zwei Apotheken, eine in Swaya[7] und eine in Nsenga.[8]